# Тракийски глас
„Тракийски глас“ (изписване до 1945 година: „Тракийски Гласъ“) с подзаглавие Независим национален вестник е български вестник, излизал в Пловдив, Княжество България, в 1903 година.
| Годишнина | Броеве          | Дата                            |
| --------- | --------------- | ------------------------------- |
| I         | 1 (24) – 6 (29) | 13 февруари 1903 – 4 април 1903 |

Вестникът излиза веднъж в седмицата. Печата се в печатница „Стара планина“. Продължение е на вестник „Потайности“, чиято номерация следва.
Вестникът е информационен и основният му фокус е тежкото положение на българите в Тракия и Македония под османска власт. Стои на крайни туркофобски и русофобски позиции. Издава четири притурки по повод Солунските атентати и брожението в Македония.
Също така вестникът изнася афери на големи чиновници и търговци и разкрива нередности и произвол на властта. Вестникът изнася и случки от ежедневния живот на пловдивчани с цел изнудване.